# دوری‌پنم
دوری‌پنم(به انگلیسی: Doripenem) (Doribax ،Finibax) یک داروی آنتی‌بیوتیکی در دسته کارباپنم‌ها است. این یک داروی یک آنتی بیوتیک بتا-لاکتامی است که قادر به از بین بردن سودوموناس آئروژینوزا است.
دوری‌پنم را می‌توان برای عفونت‌های باکتریایی از قبیل: عفونت‌های حاد شکمی، ذات الریه ناشی از عفونت بیمارستانی و عفونت‌های حاد مجاری ادراری از جمله عفونت‌های کلیوی با سپتیسمی، استفاده کرد.

## مطالعه بیشتر
- Nishino Y, Kobayashi M, Shinno T, Izumi K, Yonezawa H, Masui Y, Takahira M (November 2003). "Practical large-scale synthesis of doripenem: A novel 1β-methylcarbapenem antibiotic". Organic Process Research & Development. 7 (6): 846–50. doi:10.1021/op034088n.
- "CHMP Assessment Report for Doribax" (PDF). European Medicines Agency. 2008.
- Hagerman JK, Knechtel SA, Kiepser ME (December 2007). "Doripenem: A new extended-spectrum carbapenem antibiotic". Formulary. 42 (12): 676–688.